# Piotr Brożyna
Piotr Brożyna (ur. 17 lutego 1995 w Zakopanem) – polski kolarz szosowy. Uczestnik mistrzostw świata i Europy. Medalista mistrzostw Polski w konkurencjach drużynowych.
Pochodzi z Bielin w Górach Świętokrzyskich. Jest wychowankiem klubu Cyclo Korona Kielce. W sezonie 2014 występował w hiszpańskim zespole Telco'm-Gimex. Przed sezonem 2015 podpisał kontrakt z CCC Development Team (wówczas występującym pod nazwą CCC Sprandi Polkowice), który reprezentował do końca 2019. W sezonie 2020 był zawodnikiem Voster ATS Team, a od sezonu 2021 przeniósł się do grupy Mazowsze Serce Polski.
W czerwcu 2018, podczas ostatniego etapu wyścigu Szlakiem Walk Majora Hubala, doznał bardzo poważnego wypadku, zderzając się z zaparkowanym na poboczu samochodem – doznał wówczas złamania dwóch kręgów, nosa oraz wstrząśnienia mózgu, a przez kolejne dwa miesiące miał problemy z pamięcią. Po wypadku wrócił do sportu, a już we wrześniu tego samego roku startował w kolejnych wyścigach z kalendarza UCI.
Kolarstwo uprawiali również jego ojciec, Tomasz Brożyna, oraz siostra, Ewa Brożyna.

## Osiągnięcia
Opracowano na podstawie:

2015
- 3. miejsce w mistrzostwach Polski (jazda drużynowa na czas)[9]

2016
- 3. miejsce w mistrzostwach Polski (jazda dwójkami)[10]
- 2. miejsce w mistrzostwach Polski (jazda drużynowa na czas)[11]

2017
- 1. miejsce w klasyfikacji młodzieżowej Szlakiem Walk Majora Hubala
- 3. miejsce w Okolo Slovenska
  - 1. miejsce w klasyfikacji młodzieżowej
- 3. miejsce w mistrzostwach Polski (jazda dwójkami)[12]
- 2. miejsce w mistrzostwach Polski (jazda drużynowa na czas)[13]

2020
- 3. miejsce w Małopolskim Wyścigu Górskim
  - 1. miejsce na prologu

2021
- 3. miejsce w górskich szosowych mistrzostwach Polski

## Rankingi
| Rok             | 2015  | 2016  | 2017 | 2018  | 2019 | 2020 | 2021 | 2022  | 2023 | 2024  |
| --------------- | ----- | ----- | ---- | ----- | ---- | ---- | ---- | ----- | ---- | ----- |
| World Ranking   |       | 2604. | 662. | 1271. | 801. | 376. | 802. | 2117. | 686. | 1080. |
| UCI Europe Tour | 1204. | 1754. | 446. | 1684. | 584. | 308. | 620. | 1327. | -    | -     |
| UCI Asia Tour   | -     | -     | 557. | 261.  |      |      |      |       |      |       |
|                 |       |       |      |       |      |      |      |       |      |       |
| Źródło: UCI     |       |       |      |       |      |      |      |       |      |       |